# Boismé
Boismé är en kommun i departementet Deux-Sèvres i regionen Nouvelle-Aquitaine i västra Frankrike. Kommunen ligger i kantonen Bressuire som tillhör arrondissementet Bressuire. År 2022 hade Boismé 1 175 invånare.

## Befolkningsutveckling
Antalet invånare i kommunen Boismé
| Referens: INSEE |